# 臺灣國花
台灣國花代表台灣的國花，一般所知是中華民國國花，即是梅花，音樂創作人劉家昌曾發表過作品《梅花》，傳頌梅花代表「堅忍」、「愈冷愈開花」、「大中華」的象徵意義。然而台灣事實上並不是梅花的產地，許多人並未接觸過梅花，梅花選為國花的地位，受到部分爭議。
1997年初，建國黨舉辦「台灣國花選拔活動」，從台灣百合、玉山杜鵑、玉山薄雪草、高山蘿蔔、玉山籟蕭、玉山繡線菊、玉山金絲桃、玉山石竹、台灣葉蘭和台灣欒樹等10個台灣特有品種，選出「台灣百合」成為台灣的國花。 詩人李敏勇創作《百合之歌》，並由蕭泰然譜曲，傳頌百合代表台灣人「堅毅不拔」、「追求民主」的象徵。
其他可能的花選包括：蘭花、太陽花、油桐花、桂花、山茶花、玉蘭花、玉山杜鵑、日日春、台灣肖楠、山櫻花、野薑花、台灣紅檜等。